# Битківська селищна рада
Би́тківська се́лищна ра́да — адміністративно-територіальна одиниця та орган місцевого самоврядування в Надвірнянському районі Івано-Франківської області. Адміністративний центр — селище міського типу Битків.

## Загальні відомості
- Територія ради: 31,707 км²
- Населення ради: 4399 осіб (станом на 2015 рік)
- Територією ради протікає річка Розсіч

## Населені пункти
Селищній раді підпорядковані населені пункти:
- смт Битків

## Склад ради
Рада складається з15 депутатів та голови.
- Голова ради: Вінтонік Василь Йосипович
- Секретар ради: Годзюр Галина Михайлівна

### Керівний склад попередніх скликань
| Прізвище, ім'я, по батькові | Основні відомості                                                | Дата обрання | Дата звільнення |
| --------------------------- | ---------------------------------------------------------------- | ------------ | --------------- |
| Крицький Андрій Васильович  | Селищний голова, 1979 року народження                            | 26.03.2006   | 31.10.2010      |
| Годзюр Іван Михайлович      | Селищний голова, 1967 року народження, освіта вища, безпартійний | 31.10.2010   |                 |

Примітка: таблиця складена за даними сайту Верховної Ради України

### Депутати
За результатами місцевих виборів 2010 року депутатами ради стали:

#### За суб'єктами висування
| Суб'єкт висування                                   | Кількість обраних депутатів | %    |
| --------------------------------------------------- | --------------------------- | ---- |
| Самовисування                                       | 17                          | 70,8 |
| Політична партія «Наша Україна»                     | 5                           | 20,8 |
| Народна партія                                      | 1                           | 4,2  |
| Політична партія Всеукраїнське об'єднання «Свобода» | 1                           | 4,2  |

#### За округами
| № округу                                            | Прізвище, ім'я, по батькові     | Дата визнання обраним | Освіта             | Партійна приналежність                    | Відомості про обраного депутата                           |
| --------------------------------------------------- | ------------------------------- | --------------------- | ------------------ | ----------------------------------------- | --------------------------------------------------------- |
| Народна Партія                                      |                                 |                       |                    |                                           |                                                           |
| 12                                                  | Максим'юк Роман Михайлович      | 02.11.2010            | середня спеціальна | член Народної партії                      | Пасічнянське лісництво, лісничий                          |
| Політична партія Всеукраїнське об'єднання «Свобода» |                                 |                       |                    |                                           |                                                           |
| 1                                                   | Годзюр Ігор Федорович           | 02.11.2010            | вища               | член Всеукраїнського об'єднання «Свобода» | ВНЗ, студент                                              |
| Політична партія «Наша Україна»                     |                                 |                       |                    |                                           |                                                           |
| 6                                                   | Гунда Ольга Василівна           | 02.11.2010            | вища               | позапартійна                              | Битківська загальноосвітня школа, вчитель                 |
| 7                                                   | Букатюк Олеся Михайлівна        | 02.11.2010            | вища               | позапартійна                              | ДНЗ «Квітка Карпат», вихователька                         |
| 8                                                   | Ребезюк Роман Михайлович        | 02.11.2010            | вища               | позапартійний                             | ВАТ «Укрнафта» НГВУ «Надвірнанафтогаз», інженер           |
| 9                                                   | Рогів Іван Михайлович           | 02.11.2010            | вища               | позапартійний                             | БК «Комфортбуд», інженер                                  |
| 18                                                  | Максим'юк Володимир Михайлович  | 02.11.2010            | вища               | позапартійний                             | приватний підприємець                                     |
| Самовисування                                       |                                 |                       |                    |                                           |                                                           |
| 2                                                   | Гунда Василь Степанович         | 02.11.2010            | середня            | позапартійний                             | ВАТ «Укрнафта» НГВУ «Надвірнанафтогаз», водій             |
| 3                                                   | Максим'юк Тарас Іванович        | 02.11.2010            | вища               | позапартійний                             | тимчасово не працює                                       |
| 4                                                   | Бойчук Микола Васильович        | 02.11.2010            | вища               | позапартійний                             | тимчасово не працює                                       |
| 5                                                   | Максим'юк Дмитро Михайлович     | 02.11.2010            | середня            | позапартійний                             | тимчасово не працює                                       |
| 10                                                  | Годзюр Галина Михайлівна        | 02.11.2010            | вища               | позапартійна                              | Битківська селищна рада, секретар                         |
| 11                                                  | Остап'юк Микола Петрович        | 02.11.2010            | середня            | позапартійний                             | ВАТ «Укрнафта» НГВУ «Надвірнанафтогаз», водій             |
| 13                                                  | Андрусяк Володимир Дмитрович    | 02.11.2010            | вища               | позапартійний                             | ВНЗ, студент                                              |
| 14                                                  | Чорноокий Любомир Володимирович | 02.11.2010            | вища               | позапартійний                             | ВНЗ, студент                                              |
| 15                                                  | Дронюк Мирослав Богданович      | 02.11.2010            | вища               | позапартійний                             | SAVSERVICE группа компаний АСНОВА холдинг, торговий агент |
| 16                                                  | Годзюр Дмитро Дмитрович         | 02.11.2010            | вища               | позапартійний                             | ВАТ «Укрнафта» НГВУ «Надвірнанафтогаз», слюсар            |
| 17                                                  | Попович Оксана Василівна        | 02.11.2010            | вища               | позапартійна                              | Битківська загальноосвітня школа, вчитель                 |
| 19                                                  | Гавриш Іван Миколайович         | 02.11.2010            | середня            | позапартійний                             | ВАТ «Укрнафта» НГВУ «Надвірнанафтогаз», машиніст          |
| 20                                                  | Ганиш Василь Васильович         | 02.11.2010            | середня            | позапартійний                             | пенсіонер                                                 |
| 21                                                  | Максим'юк Тарас Михайлович      | 02.11.2010            | вища               | член Політичної партії «Наша Україна»     | ВАТ «Укрнафта» НГВУ «Надвірнанафтогаз», оператор          |
| 22                                                  | Ломпас Василь Васильович        | 02.11.2010            | вища               | член Політичної партії «Наша Україна»     | ВАТ «Укрнафта» НГВУ «Надвірнанафтогаз», оператор          |
| 23                                                  | Ломпас Тарас Миколайович        | 02.11.2010            | вища               | позапартійний                             | приватне підприємство, оператор                           |
| 24                                                  | Дмитрук Олександр Ілліч         | 02.11.2010            | середня            | позапартійний                             | УМГ"Прикарпаттрансгаз" НАК «Нафтогаз України», водій      |